# ThunderCats Roar
ThunderCats Roar (ThunderCats Rugen en Hispanoamérica) es una serie de televisión animada estadounidense producida por Warner Bros. Animation para Cartoon Network, que se estrenó el 22 de febrero de 2020 en Estados Unidos y el 11 de junio de 2020 en Hispanoamérica.
La trama del programa es similar a la serie original; en el que los ThunderCats escapan de su moribundo mundo natal Thundera, aterrizan en la Tercera Tierra y se enfrentan a varios villanos liderados por el malvado señor supremo, Mumm-Ra. ThunderCats Roar tiene un tono más alegre y cómico que las series anteriores.

## Producción y transmisión
Una tercera serie animada de ThunderCats, ThunderCats Roar, estaba en desarrollo y fue realizado por Cartoon Network. Originalmente estaba programado para emitirse en 2019 pero se retrasó hasta el próximo año. Los desarrolladores del programa son Victor Courtright y Marly Halpern-Graser. Courtright trabajó anteriormente en la serie Pickle & Peanut de Disney XD como escritor/artista de guiones gráficos y creó la serie digital de Cartoon Network Get 'Em Tommy!. Halpern-Gráser anteriormente trabajó como guionista de varios episodios de DC Nation Shorts y fue cocreador de la serie Right Now Kapow de Disney XD.
Los dos primeros episodios se lanzaron en la aplicación Cartoon Network el 10 de enero de 2020. ThunderCats Roar se estrenó en Cartoon Network UK el 6 de abril de 2020. ThunderCats Roar se estrenó después en Cartoon Network África el 25 de mayo de 2020.

## Personajes

### ThunderCats
- Lion-O - un Thunderian con forma de león y el líder recién coronado de los ThunderCats que todavía actúa como un niño.
- Tygra - un Thunderian con forma de tigre, es el miembro más serio y maduro del equipo. Es un poco fanático de la limpieza.
- Cheetara - una Thunderian con forma de guepardo, es el miembro más rápido del equipo y una atleta profesional.
- Panthro/Pantro - un Thunderian con forma de pantera, es el miembro más fuerte e inteligente del equipo.
- Wily Kit / Felina - un Thunderian con forma de gato salvaje, es la mitad de los ThunderKittens. Es una niña obsesionada con la lucha y la diversión en esta encarnación.
- Wily Kat / Felino - un Thunderian de forma salvaje, es la mitad de los ThunderKittens. Es el gemelo más maduro armado con cápsulas químicas en esta encarnación.
- Snarf - la mascota del equipo y la mascota de Lion-O. En esta serie, Snarf es representado como un animal robot y posiblemente el más inteligente de los ThunderCats.
- Jaga - Un Thunderian con forma de jaguar que es el mentor fallecido de los ThunderCats y el narrador del episodio piloto de la serie. Más tarde se liberó del Plano Astral para poder contarles a los ThunderCats cómo Thundera fue destruida después de su batalla con Ratar-O y la Espada de Plun-Darr. En esta encarnación, Jaga es indirectamente responsable de la muerte de Thundera y de él mismo porque arrojó la Espada de Plun-Darr al núcleo de Thundera en un intento por deshacerse de ella.

### Villanos
- Mumm-Ra - una momia hechicera que es el principal antagonista de la serie. Esclavizó a la Tercera Tierra durante siglos antes de que los ThunderCats le quitaran el poder al final de "Exodus: Part 2" rompiendo su bastón. Ahora intenta cada vez que tiene la oportunidad de recuperar todo su poder, utilizando varios artefactos, los Antiguos Espíritus del Mal y una sombría alianza con los Mutantes para hacerlo.
- Mutantes - un grupo de criaturas del planeta Plundarr que se alían con Mumm-Ra.
  - Slithe/Reptilio u Ofidio - el líder de los mutantes que se asemeja a un hombre lagarto con sobrepeso y colmillos afilados.
  - Kaynar/Chacalo - el miembro hiperactivo y más tonto de los mutantes que se parece a un chacal humanoide.
  - Addicus/Mandrilo - El miembro más fuerte físicamente de los mutantes al que le gusta aplastar y golpear y se parece a un simio blanco humanoide .
  - Vultaire/Bitro - el piloto y experto tecnológico residente de los Mutantes que se parece a un buitre humanoide. Una vez intentó plagiar uno de los inventos de Panthro y casi lo matan por ello.
  - Grune - La rata -como regla de los mutantes que se enfrentaron Jaga algunos años antes de Thundera explotó. Cuando estuvo en el espacio, Ratar-O reclamó la Espada de Plundarr ya que planea ir tras los ThunderCats.
- Antiguos Espíritus del Mal - un grupo de espíritus malignos que transforman a Mumm-Ra en Mumm-Ra the Ever Living. Son mucho menos inteligentes que en las adaptaciones anteriores y se activan mediante un enchufe.
- Driller - un villano robótico con temática de taladro, que debe perforar constantemente en busca de diamantes para impulsar su taladro y seguir perforando en busca de diamantes. A diferencia de la serie original, se convierte en un aliado de los ThunderCats.
- Molly Lava - una malvada criminal espacial que se convierte de una linda piedra preciosa en un monstruo de lava cuando salta a un volcán. Mandora la persigue cuando Lion-O la libera sin querer de la prisión.
- Berserkers - un grupo de piratas cibernéticos parecidos a los vikingos que harán cualquier servicio por el oro.
  - Hammerhead - El capitán de los Berserkers que tiene un brazo cibernético que puede golpear y golpear con gran fuerza.
  - Topspinner - un miembro de los Berserkers que puede girar a altas velocidades.
  - Ram Bam - un miembro de los Berserkers que rueda por la rueda incrustada en su pecho a altas velocidades para aplastar objetos como un ariete.
  - Cruncher - un miembro descomunal de los Berserkers cuya fuerza pura puede aplastar edificios y rocas con facilidad.
- Safari Joe - un cazador intergaláctico de caza mayor.
- Lion-S - Un Thunderian con forma de león que es un criminal buscado. Lion-O la vio como un alma gemela debido a sus diferentes trucos con la espada hasta que se enteró de su pasado criminal.

### Otros
- Berbils - una raza de osos robóticos de los que los ThunderCats se hacen amigos después de un aterrizaje forzoso en la Tercera Tierra. Viven para la construcción y son pequeños, pero fuertes en manadas. Los Berbils son responsables de construir tanto la Guarida de los Gatos como el Castillo Plun-Darr en esta encarnación del espectáculo.
- Gwen the Unicorn - la líder de los unicornios mágicos de la Tercera Tierra. Cuando todos los unicornios son secuestrados, recurre a los ThunderCats en busca de ayuda. Su personaje se basa en el personaje principal de " El último unicornio ".
- Willa - la gran líder de las Doncellas Guerreras de la Tercera Tierra que habla a través de rugidos o breves ráfagas de oraciones.
  - Nayda - la segunda al mando de las Doncellas Guerreras y la traductora de Willa.
- Mandora the Evil-Chaser - una oficial de policía intergaláctico del universo. Es parecida a Carol Danvers/Ms. Marvel de Marvel Comics.
- Dr. Dometome - Un científico de la Tercera Tierra con un "hijo" robótico llamado Hércules. Él se encarga de arreglar el desastre que Lion-O crea cuando drena la Tercera Tierra del océano e inunda la ciudad debajo de él.
- Mayor Fungustus - el alcalde del mundo moldiano bajo el océano, que decide disparar a Lion-O, Dr. Dometome y Hércules al "sol" (el núcleo fundido de la Tercera Tierra) cuando se entera de que inundaron su mundo. tirando del enchufe.
- Moldianos - una raza de pequeñas criaturas fúngicas cuyo mundo se inunda cuando Lion-O desconecta el océano, invirtiendo el flujo de la gravedad.
- Micrits - una raza de humanos diminutos.
  - Emperador Toadius - El gobernante de los Micrits.
  - Prince Starling - el héroe caído de los Micrits que se volvió delirante después de buscar el Árbol del Mundo para poder beber de sus aguas y derrotar a Lion-O.
- Mumm-Rana - una momia hechicera y el buen opuesto de Mumm-Ra que reside en la Pirámide Blanca.
- Mumm-Randall - un burro de movimiento lento que es propiedad de un Wolo y en realidad es el opuesto neutral de Mumm-Ra y Mumm-Rana. Es un personaje menor exclusivo del programa.
- The Netherwitch - una hechicera interdimensional que anteriormente era un alias que Mumm-Ra asumió en la versión original de 1985 de la serie, y ahora es un personaje separado en esta serie.

## Reparto
| Lion-O                   | Max Mittelman  |
| Tygra                    | Patrick Seitz  |
| Cheetara                 | Erica Lindbeck |
| Panthro/Pantro           | Chris Jai Alex |
| Wily Kit / Felina        | Erica Lindbeck |
| Wily Kat / Felino        | Max Mittelman  |
| Jaga                     | Larry Kenney   |
| Personajes Secundarios   |                |
| Mumm-Ra                  | Patrick Seitz  |
| Slithe/Reptilio u Ofidio | Trevor Devall  |
| Addicus/Mandrilo         | Jim Meskimen   |
| Kaynar/Chacalo           | Andrew Kishino |
| Vultaire/Buitro          | Dana Snyder    |

## Episodios
| No. serie | Título                                                            | Estreno original        | Cód. Prod. | Audiencia (en millones) |
| --- | ----------------------------------------------------------------- | ----------------------- | ---------- | ----------------------- |
| 12 | «Éxodo» «Exodus»                                                  | 22 de febrero de 2020   | 101102     | 0.37                    |
| León-O y los ThunderCats apenas logran escapar a salvo luego de la destrucción de su planeta, Thundera, y terminan en el misterioso y exótico Tercer Planeta. León-O, el nuevo líder de los ThunderCats, intenta guiar al equipo mientras convierten este planeta en su nuevo hogar. Pero un extraño grupo de criaturas y villanos se interponen en su camino, entre ellos el malvado Mumm-Ra, gobernante del tercer planeta, que no permitirá que nada ni nadie, ni siquiera los ThunderCats, ponga fin a su gobierno tiránico en el planeta. |                                                                   |                         |            |                         |
| 3 | «La leyenda de Boggy Ben» «The Legend of Boggy Ben»               | 29 de febrero de 2020   | 103        | 0.42                    |
| León-O se apoderó del último frasco de Thundergalletas, las mejores galletas disponibles en Thundera, Pero un frasco de galletas difícil de abrir hace que León-O y Chitara terminen yendo tras la leyenda de Boggy Ben. |                                                                   |                         |            |                         |
| 4 | «La broma» «Prank Call»                                           | 29 de febrero de 2020   | 104        | 0.36                    |
| Cuando intenta demostrarles a los Thundercachorros que no es un adulto aburrido (como Tigro), León-O ignora sus instintos y se mete con un cristal claramente malvado. |                                                                   |                         |            |                         |
| 5 | «Taladro» «Driller»                                               | 7 de marzo de 2020      | 105        | 0.33                    |
| Pantro se está hartando de tener que arreglar cosas constantemente por todo el Cubil Felino, lo cual es una pena porque los Thundercats están a punto de ser atacados por un robot perforador imparable... ¡que va a romper todo! |                                                                   |                         |            |                         |
| 6 | «El secreto del unicornio» «Secret of the Unicorn»                | 7 de marzo de 2020      | 106        | 0.32                    |
| Un unicornio que llora aparece en el Cubil Felino y, entre lágrimas, les dice a los Thundercats que todos sus amigos unicornios han sido capturados. Tigro se cree un experto en el tema que podrá ayudar al último de los unicornios. Solo necesita que deje de llorar lo suficiente para decirle quién se llevó a sus amigos, es más fácil decirlo que hacerlo, viejo. |                                                                   |                         |            |                         |
| 7 | «¡Pantro copiado!» «Panthro Plagiarized!»                         | 14 de marzo de 2020     | 107        | 0.42                    |
| Buitro tiene un nuevo invento, pero hay un gran problema: ¡le robó la idea a Pantro! Ah, y además Buitro usa su invento para apoderarse del Tercer Planeta. De modo que hay dos grandes problemas. |                                                                   |                         |            |                         |
| 8 | «La invasión de las guerreras amazonas» «Warrior Maiden Invasion» | 14 de marzo de 2020     | 108        | 0.41                    |
| El Tercer Planeta está siendo invadido por Guerreras Amazonas con fuerza y músculos extraordinarios ¡y parece que los Thundercats son los siguientes en su lista de ataques! Ahora, la seguridad de todos dependerá de los Thundercachorros, aunque sean tan pequeños y las Guerreras Amazonas sean tan grandes. |                                                                   |                         |            |                         |
| 9 | «La espada perdida» «Lost Sword»                                  | 21 de marzo de 2020     | 109        | 0.27                    |
| A León-O le recuerdan que debe conectar la Espada del Augurio al Cubil Felino todas las noches o la base se quedará sin energía. No hay problema, no es que León-O vaya a perder accidentalmente la espada o algo así, ¿verdad? |                                                                   |                         |            |                         |
| 10 | «El terror de la montaña Hook» «The Horror of Hook Mountain»      | 21 de marzo de 2020     | 110        | 0.28                    |
| Tigro lleva a León-O a la cima de montaña Hook para enseñarle una lección sobre la confianza, pero cuando quedan atrapados por una tormenta de nieve y se refugian en una espeluznante cabaña propiedad del espeluznante hombre de nieve, lo que se pondrá a prueba es la capacidad de Tigro para confiar. |                                                                   |                         |            |                         |
| 11 | «La traición» «ThunderSlobs»                                      | 28 de marzo de 2020     | 111        | 0.26                    |
| Tigro se siente poco apreciado por los demás Thundercats, y por eso empieza a pasar tiempo con Mumm-Ra y a limpiar su Pirámide Negra. |                                                                   |                         |            |                         |
| 12 | «¡A trabajar!» «Working Grrrl»                                    | 28 de marzo de 2020     | 112        | 0.26                    |
| Chitara es el ser vivo más rápido del universo, ¡hasta que Mandrilok le gana en una carrera, ahora Chitara tiene que encontrar otra cosa en la cual ser la mejor, ¡mientras el resto de los Thundercats descubren cómo Mandrilok se volvió tan increíblemente rápido. |                                                                   |                         |            |                         |
| 13 | «Mandora, la cazadora del mal» «Mandora – The Evil Chaser»        | 4 de abril de 2020      | 113        | 0.38                    |
| Por accidente León-O libera una prisión espacial completa, llena de criminales del espacio, y termina del lado incorrecto de la ley. |                                                                   |                         |            |                         |
| 14 | «Dr. Dometome» «Dr. Dometome»                                     | 4 de abril de 2020      | 114        | 0.37                    |
| León-O tiene la tarea de cartografiar las playas de la Tercera Tierra, pero, sin saber muy bien cómo, acaba drenando los océanos, pero un misterioso científico con una rana robótica afirma poder arreglarlo todo viajando bajo tierra, proporcionándole a León-O la disparatada aventura que necesita. |                                                                   |                         |            |                         |
| 15 | «Hora de estudiar» «Study Time»                                   | 11 de abril de 2020     | 115        | 0.44                    |
| León-O nunca presta atención durante las sesiones de entrenamiento de Tigro, así que, cuando le hace un examen sobre la "espada mágica", acaba abriendo un portal de forma accidental hacia el plano astral y liberando a la bruja cósmica, la bruja encarcela a León-O y a Tigro en su reino de pesadillas, así que, tendrán que estudiar mucho para volver a casa. |                                                                   |                         |            |                         |
| 16 | «Mumm-Ra, el inmortal» «Mumm-Ra, the Ever-Living»                 | 11 de abril de 2020     | 116        | 0.41                    |
| Cada vez que Mumm-Ra se hace con un artefacto mágico para restablecer sus poderes, los ThunderCats lo destrozan y vuelven a convertirlo en un esqueleto nuevamente, hasta hoy eso es porque Mumm-Ra acaba de recordar que tiene los espíritus antiguos del mal de su lado. |                                                                   |                         |            |                         |
| 17 | «Berserkers» «Berserkers»                                         | 18 de abril de 2020     | 117        | 0.32                    |
| Los Thundercats son atacados por piratas robot amantes del oro llamados Berserkers a quienes Mumm-Ra les ha pagado en oro. (27/05/21) |                                                                   |                         |            |                         |
| 18 | «La historia de Jaga» «Jaga History»                              | 18 de abril de 2020     | 118        | 0.38                    |
| Liberado del plano astral, Jaga, fantasma del mentor de los ThunderCats, puede visitar su guarida, lo que significa que, por fin, podrá contarles por qué Thundera, su antiguo hogar, explotó. ¡Es hora de contar historias! |                                                                   |                         |            |                         |
| 19 | «Barbastella» «Barbastella»                                       | 25 de abril de 2020     | 119        | 0.30                    |
| Mientras intenta poner en marcha su nuevo invento, Panthro conoce a una nueva amiga, Barbastella, la Reina de los Murciélagos. No obstante, Panthro necesita ayuda para prepararse para su gran cita, porque le aterran los murciélagos, León-O y Chitara están encantados de ayudarlo, pero el problema es más gordo de lo que parece. |                                                                   |                         |            |                         |
| 20 | «Adopción de Chacalo» «Adopt a Jackal»                            | 25 de abril de 2020     | 120        | 0.28                    |
| Tras una batalla con los mutantes, Chacalo acaba un tanto confuso y vuelve a la guarida con los ThunderCats, porque es el mutante más tonto. Chacalo finge ser un ThunderCat para que sus enemigos no le pillen y ellos, le siguen el juego porque sienten lástima por él. |                                                                   |                         |            |                         |
| 21 | «¡La diversión del verano!» «Summer Fun Day!»                     | 2 de mayo de 2020       | 121        | —                       |
| Los ThunderCats están cansados de enfrentarse a los malos, así que, León-O sugiere pasar un relajante día de verano en la playa. Desgraciadamente, la playa es el hogar de los Hombres Cangrejo, unos humanoides gigantes con pinzas que se enfrentan a cualquiera que invada su espacio. Parece que su divertido día de verano podría complicarse. |                                                                   |                         |            |                         |
| 22 | «Safari Joe» «Safari Joe»                                         | 2 de mayo de 2020       | 122        | —                       |
| Mientras está a sus cosas, Chitara cae en una trampa de Safari Joe, un famoso e insoportable cazador, tras escapar, se une al resto de ThunderCats para intentar detener a Joe de una vez por todas y ser ellos los que le capturen a él. |                                                                   |                         |            |                         |
| 23 | «Ratar-O» «Ratar-O»                                               | 9 de mayo de 2020       | 123        | —                       |
| Los ThunderCats tienen tanta experiencia derrotando a los Mutantes de Plun-Darr que ya casi se ha convertido en una rutina. Pero todo eso cambia con la llegada del viejo líder de los Mutantes, Ratar-O, portador de la Espada de Plun-Darr. |                                                                   |                         |            |                         |
| 24 | «La contienda del príncipe Starling» «Prince Starling's Quest»    | 9 de mayo de 2020       | 124        | —                       |
| León-O está jugando con Snarf sin ninguna otra preocupación. Desgraciadamente, acaba pisoteando el diminuto pueblecito de los Micrits, sus pequeños habitantes quieren derrotar al "monstruo naranja gigante", pero tal hazaña necesita de un valiente héroe. Afortunadamente, los Micrits cuentan con él Príncipe Estornino y ahora, toca contar la épica historia del Príncipe Estornino y su viaje para encontrar la fuente del crecimiento y vencer al malvado León-O, que no tiene ni idea de lo que está pasando.                        |                                                                   |                         |            |                         |
| 25 | «Leon-A» «Lion-S»                                                 | 16 de mayo de 2020      | 125        | —                       |
| Una Thunderiana llamado Leon-A llega al tercer planeta, León-O queda impresionada con los movimientos de Leon-A mientras que ella queda impresionada con los nuevos trucos de espada de León-O. León-O cree que ha encontrado un espíritu afín y un nuevo ThunderCat potencial, lo que León-O no sabe es que Lion-S es una convicta fugitiva y que está siendo perseguido por Mandora. |                                                                   |                         |            |                         |
| 26 | «El día libre de Snarf» «Snarf's Day Off»                         | 16 de mayo de 2020      | 126        | —                       |
| Llegó el único día libre que Snarf tiene en todo el mes, para pasar unas merecidas vacaciones, y para eso se convierte en un gato normal y pasa el día con una amable anciana en una granja, Pero el día de relajación se ve amenazado cuando Snarf y la amable anciana se cruzan con Mumm-Ra. |                                                                   |                         |            |                         |
| 2728 | «Mumm-Ra de Plun-Darr» «Mumm-Ra of Plun-Darr»                     | 23 de mayo de 2020      | 127128     | —                       |
| La peor pesadilla de los Thundercats se hace realidad cuando sus peores enemigos, Mumm-Ra y los mutantes, se unen después de que Mumm-Ra adquiere la espada de Plun-Darr. |                                                                   |                         |            |                         |
| 29 | «La ley de Mandora» «Mandora's Law»                               | 2 de noviembre de 2020  | 129        | —                       |
| Tigro crea un montón de nuevas leyes para el tercer planeta para que Mandora finalmente pueda arrestar a los mutantes, desafortunadamente los ThunderCats son realmente malos para seguir sus propias reglas y los mutantes son realmente buenos para trabajar con ellos. |                                                                   |                         |            |                         |
| 30 | «Thunder viaje» «Thunder Road»                                    | 2 de noviembre de 2020  | 130        | —                       |
| Cuando una caja que contiene cincuenta espadas del Augurio aterriza en tercer planeta, los ThunderCats se apresuran a encontrarlos, desafortunadamente los mutantes y Mumm-Ra también quieren esas espadas. |                                                                   |                         |            |                         |
| 31 | «Compra corporativa» «Corporate Buyout»                           | 3 de noviembre de 2020  | 131        | —                       |
| El retiro de empleados de Cheetara Corp se cancela cuando el Barón Karnon, un misterioso asaltante de empresas, los compra, ahora Cheetara y Jan-Jan deben enfrentarse a las selvas más peligrosas del tercer planeta para encontrar la oficina del Barón y exigir una reunión con el hombre que les robó la empresa. |                                                                   |                         |            |                         |
| 32 | «Hachiman» «Hachiman»                                             | 3 de noviembre de 2020  | 132        | —                       |
| Mientras se encuentra en una misión súper importante para conseguir baterías para el control remoto del televisor, León-O se encuentra con Hachiman, un guerrero samurái genial y ahora León-O hará cualquier cosa para demostrar que es tan genial como Hachiman, ¡incluso si eso significa arriesgar su propia vida! |                                                                   |                         |            |                         |
| 33 | «Schnorp» «Schnorp"»                                              | 4 de noviembre de 2020  | 133        | —                       |
| Felina y Felina odian hacer una caminata a la naturaleza guiada por Tigro, así que exploran el ático y encuentran un viejo cartucho de videojuego que transforma a Snarf en Schnorp, el amante de la naturaleza. |                                                                   |                         |            |                         |
| 34 | «Berb-Cules» «Berb-cules»                                         | 4 de noviembre de 2020  | 134        | —                       |
| Los ThunderCats convencen a los Berbils de que dejen de fabricar tecnología para los mutantes, los Berbils luego construyen a Berb-cules para recuperar toda la tecnología que han construido para todos, forzando una extraña alianza entre los ThunderCats y los mutantes. |                                                                   |                         |            |                         |
| 35 | «Pumm-Ra» «Pumm-Ra»                                               | 5 de noviembre de 2020  | 135        | —                       |
| Mumm-Ra se disfraza de Thunderiano para infiltrarse en la guarida, los sospechosos ThunderCats intentan frustrarlo con pruebas, pero Mumm-Ra sigue usando rasgos felinos para prevalecer. |                                                                   |                         |            |                         |
| 36 | «El rey de las máquinas» «King of the Machines»                   | 5 de noviembre de 2020  | 136        | —                       |
| Barbastella se reencuentra con su exnovia, la elitista reina de las ratas, Panthro celoso instala inteligencia artificial en todos los dispositivos de la guarida, para convertirse en el rey de las máquinas. |                                                                   |                         |            |                         |
| 37 | «Ataque de espada» «Sword Heist»                                  | 6 de noviembre de 2020  | 137        | —                       |
| León-O descubre que Ratar-O ha comprado la espada de la venganza, entonces llama León-A para que ellos roben la espada primero. |                                                                   |                         |            |                         |
| 38 | «Claudus» «Claudus»                                               | 6 de noviembre de 2020  | 138        | —                       |
| El padre de León-O llega al Tercer Planeta y resulta ser una persona muy egoísta, León-O debe lidiar con su padre antes de partir a la guerra con los demás ThunderCats. |                                                                   |                         |            |                         |
| 39 | «Teletón» «Telethon»                                              | 9 de noviembre de 2020  | 139        | —                       |
| Para salvar a los Berbils, Chitara usa sus poderes para proyectar un teletón en los cerebros de todos los habitantes del Tercer Planeta. |                                                                   |                         |            |                         |
| 40 | «Centro demencia» «Mall-Ra»                                       | 9 de noviembre de 2020  | 140        | —                       |
| Mumm-Ra construye un centro comercial que en realidad es un laberinto gigante diseñado para atrapar a los Thundercats. |                                                                   |                         |            |                         |
| 41 | «Eclipsor» «Eclipsorr»                                            | 10 de noviembre de 2020 | 141        | —                       |
| La malvada Corporación Eclipsor bloquea la luz del sol. |                                                                   |                         |            |                         |
| 42 | «Magi-ra» «Wizz-Ra»                                               | 10 de noviembre de 2020 | 142        | —                       |
| Los ThunderCats se asustan cuando un fantasma espeluznante vestido como un faraón aparece en sus espejos! Rápidamente se dispusieron a deshacerse de todas las superficies reflectantes de su guarida porque ese fantasma da miedo y nadie quiere hablar con él. |                                                                   |                         |            |                         |
| 43 | «Thunder perros» «ThunderDogs»                                    | 11 de noviembre de 2020 | 143        | —                       |
| 44 | «Mini Mongor» «Mini Mongor»                                       | 12 de noviembre de 2020 | 144        | —                       |
| 45 | «Johnny Pantanos» «Swampy Johnny»                                 | 13 de noviembre de 2020 | 145        | —                       |
| 46 | «El jardín de Tigro» «Tygra's Garden»                             | 16 de noviembre de 2020 | 146        | —                       |
| 47 | «Rayo espacial» «The Space Beam»                                  | 17 de noviembre de 2020 | 147        | —                       |
| Los mutantes luchan por regresar a su hogar en Plun-Darr. |                                                                   |                         |            |                         |
| 48 | «Plundavidad» «Plundsmas»                                         | 18 de noviembre de 2020 | 148        | —                       |
| 49 | «Hora de matar» «Killing Time»                                    | 19 de noviembre de 2020 | 149        | —                       |
| 50 | «Grune» «Grune»                                                   | 20 de noviembre de 2020 | 150        | —                       |
| 51 | «El primer acción de Thunder» «The First Thundsgiving»            | 21 de noviembre de 2020 | 151        | —                       |
| Tigro está furioso después de que los otros Thundercats se coman el último de sus ingredientes Thunderianos, para compensarlo, van a buscar sustitutos en el tercer planeta para mostrarle que la comida en su nuevo planeta es tan deliciosa como la comida que tenían en su antiguo hogar. |                                                                   |                         |            |                         |
| 52 | «Mandora salva la Navidad» «The First Thundsgiving»               | 5 de diciembre de 2020  | 152        | —                       |
| Santa Claus quiere huir de Mandora, ¿Podrán los Thundercats ayudarlo a salir del Tercer Planeta sin que lo atrapen? ¿Podrá Santa Claus enseñarles algo sobre esta extraña Navidad? |                                                                   |                         |            |                         |

## Recepción
El anuncio de ThunderCats Roar fue recibido mal por los fanáticos de la serie original y su reboot de 2011. En el canal de YouTube de Cartoon Network, los videos promocionales de la serie han recibido una gran cantidad de no me gusta. La serie ha sido criticada por su estilo artístico y tono cómico principalmente, lo que generó comparaciones desfavorables con Teen Titans Go!., serie que no les gusta a muchas personas por ser una reencarnación de otra serie anterior y por tener semejante humor detestable.
En una reseña positiva, Reuben Baron de Comic Book Resources dijo que "ThunderCats Roar sabe lo que quiere ser, y dejando de lado algunas objeciones, lo hace bien".

## Cancelación
Menos de un año después de su estreno, la serie fue cancelada tras una sola temporada. Esto fue confirmado el 21 de noviembre de 2020 por Marly Halpern-Graser (escritor y productor) a través de un tuit, explicando que el episodio Mandora Salva La Navidad sería el último de la serie.